# U-Bahn-Station Matzleinsdorfer Platz
Matzleinsdorfer Platz is een tram en metrostation van de Wiener Linien in het district Meidling van de Oostenrijkse hoofdstad Wenen. Het station werd geopend op 11 januari 1969 tegelijk met het bovengrondse naastgelegen S-Bahn station.

## Geschiedenis
In 1964 werd begonnen met de bouw van een tramtunnel onder het zuidelijke deel van de Gürtel met de bedoeling het wegverkeer ruim baan te geven door het openbaarvervoer ondergronds te brengen als Unterpflasterstraßenbahn kortweg Ustrab. De tunnel met twee zijtakken kreeg vijf ondergrondse tramstations, waaronder een bij de Matzleinsdorfer Platz. Nog tijdens de bouw werd op 26 januari 1968 besloten om een metronet aan te leggen zodat er geen nieuwe tramtunnels meer zouden komen. In de nadere uitwerking van het metronet, de netzvariante M uit 1970 was de tramtunnel opgenomen als lijn U6A, maar van ombouw kwam het, in tegenstelling tot de Lastenstraßetunnel, niet.

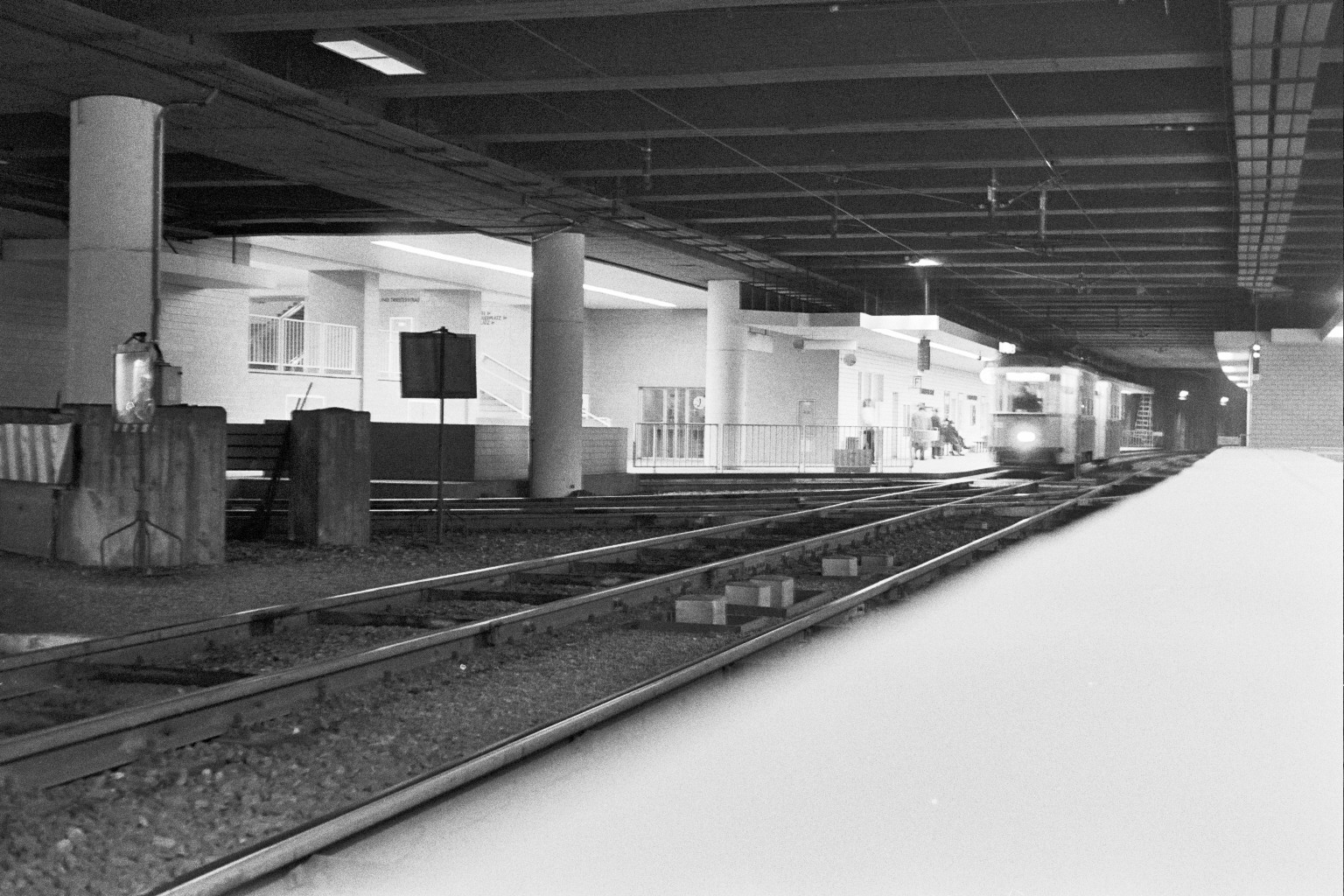
De T-kruising in 1970.
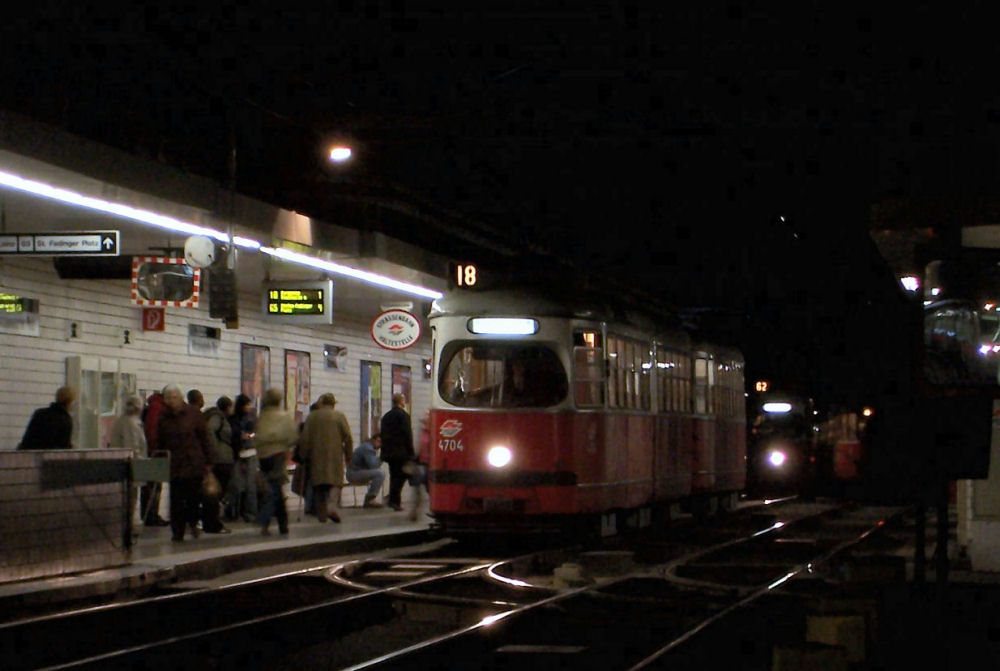
Twee trams langs het oostelijke perron in 2006.

## Tram
Het ondergrondse tramstation kent drie perrons van dubbele tramlengte rond een T kruising.. Deze kruising is met seinen beveiligd door twee onafhankelijk van elkaar werkende installaties. Tijdens de spitsuren doen 90 trams per uur het station aan, hieronder zijn naast de diensten van de stadstram ook die van de Badner Bahn die een station oostelijker aantakt op de tramtunnel onder de Gürtel. Het station werd als eerste in Wenen voorzien van een roltapijt om de lange looproutes vooral voor ouderen te vergemakkelijken. Aanvankelijk kende het station naast de perrons negen toegangen, zes roltrappen en elf vaste trappen. Het roltapijt werd al in de jaren 90 van de 20e eeuw stilgezet en vervolgens verwijderd. In de periode 2002 – 2009 werden liften aan het station toegevoegd en de noordelijke ingang bij de Reinprechtsdorfer Straße en de Wiedner Hauptstraße gesloten. In 2010 en 2011 volgde een modernisering van het station waarna het aan metronormen voldeed.

## Metro
De ombouw van de tramtunnel tot U6A kwam er niet, maar in het kader van het project Linienkreuz U2/U5 komt er alsnog een “echt” metrostation bij de Matzleinsdorfer Platz. In 2028 moet dit het zuidelijke eindpunt van de U2 worden in afwachting van een verlenging van die lijn naar het zuiden tot de Gutheil-Schröder-gasse in Wienerberg. In verband met de bouw van de U2 ondergaat het station grote wijzigingen rond de Gürtelstraße omdat de U2 hier onder de tramtunnel en het S-Bahn station doorloopt. Er worden nieuwe toegangen in het 10e en 5e district gebouwd die in directe verbinding staan met de tramtunnel en het S-Bahnstation. Het wordt het derde overstappunt tussen U-Bahn en S-Bahn in het zuiden van de stad en moet de metrolijnen U1, U3 en U6 ontlasten. De bouw van de metro begon hier in oktober 2018 en in het voorjaar 2020 waren de eerste schachten in aanbouw waardoor de tunnelboormachines werden neergelaten. Op 9 mei 2022 begon de bouw van de metrotunnels.

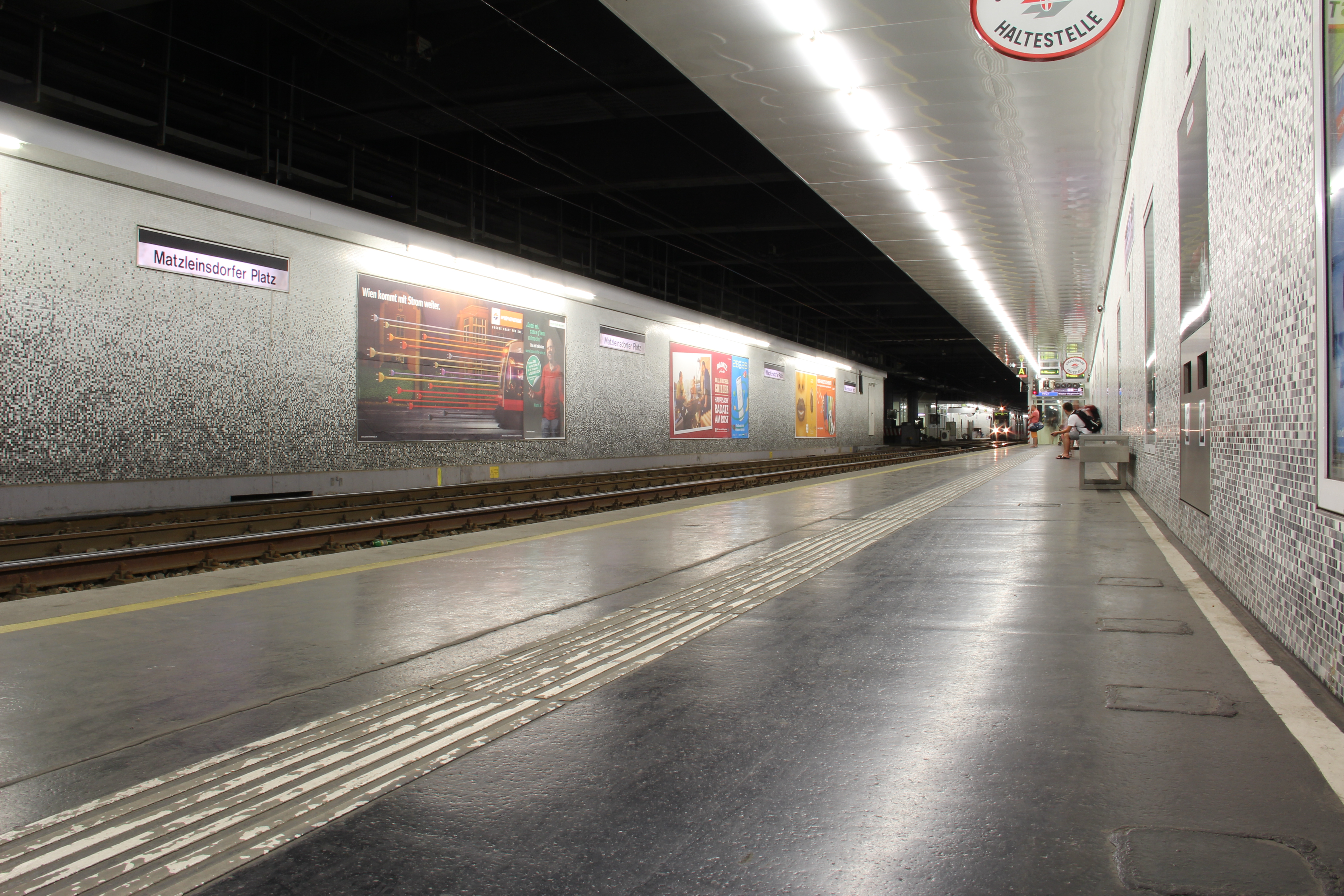
Het oostelijke perron in de tramtunnel in 2013.
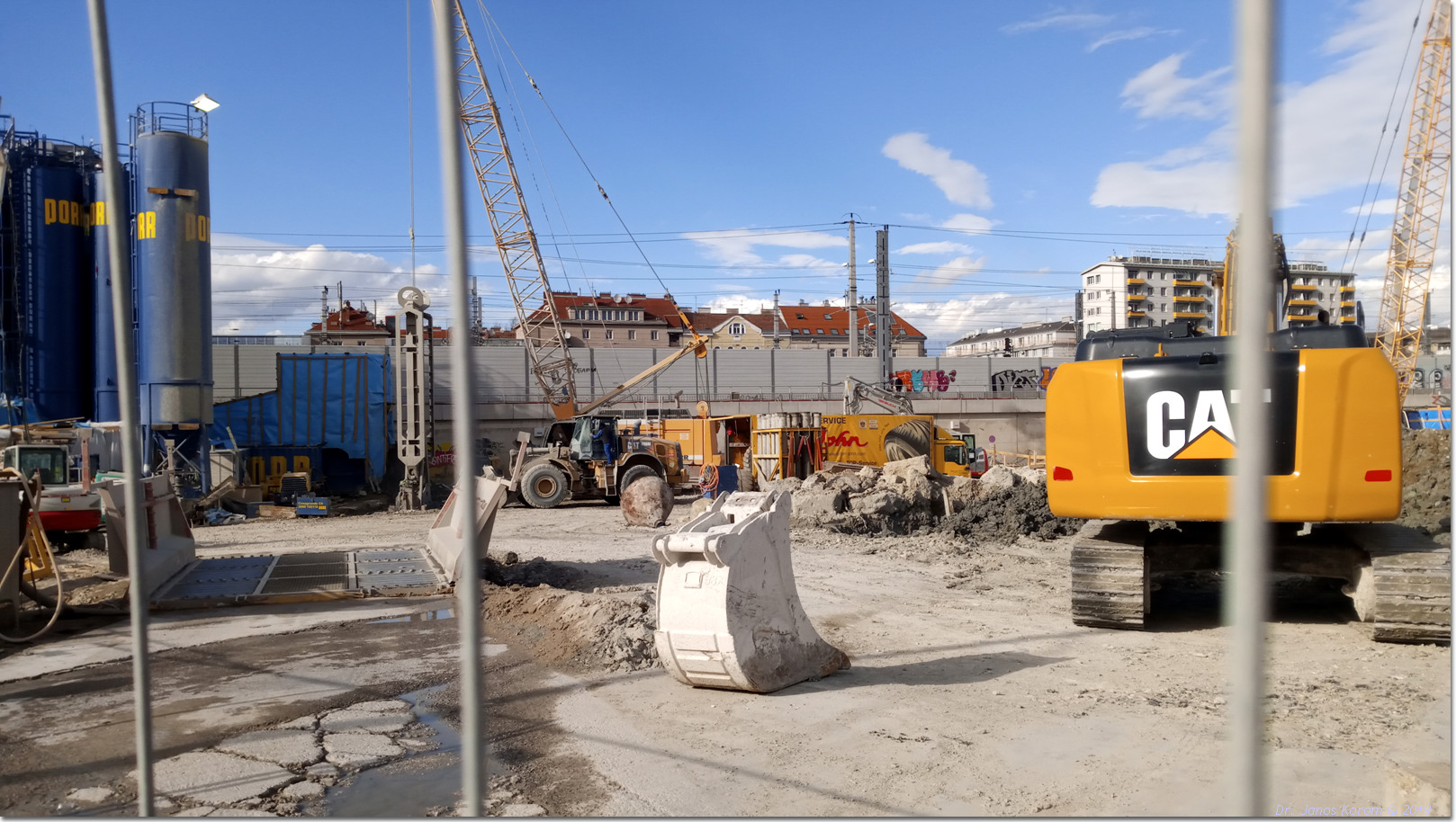
De bouwplaats aan de zuidkant van de spoorlijn in maart 2019.
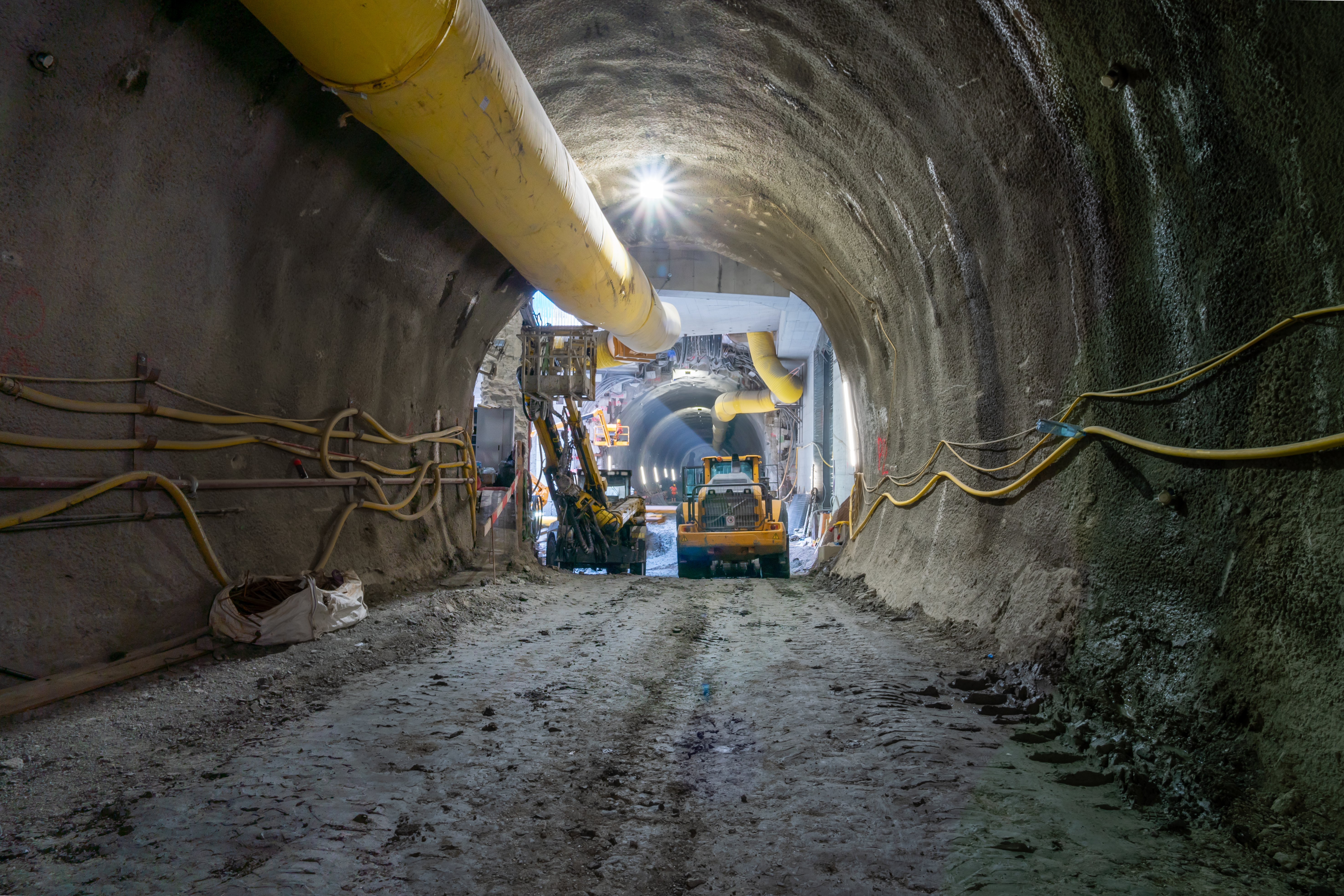
De nieuwe tunnel in aanbouw in september 2022.